# Sonoma Raceway
Il Sonoma Raceway, precedentemente noto come Infineon Raceway e prima ancora come Sears Point Raceway, è un circuito asfaltato comprendente anche un rettilineo per gare di accelerazione situato presso Sears Point, nella parte meridionale delle Sonoma Mountains, vicino a Sonoma (California), Stati Uniti d'America. 
La pista è formata da una complessa serie di curve che si snodano su e giù dalle colline con un dislivello totale di circa 50 metri. Vi si corre una delle poche gare dei campionati NASCAR che ogni anno vengono disputate su tracciati non ovali. Ha ospitato anche una gara della IndyCar Series e varie altre gare automobilistiche e motociclistiche come i campionati della American Federation of Motorcyclists. Il Sonoma Raceway continua ad ospitare gare amatoriali o di club che possono essere aperte al pubblico o meno. Il più grande di questo tipo di club è lo Sports Car Club of America.

## Storia
Con la chiusura del Riverside International Raceway di Riverside, California dopo la stagione 1988, la NASCAR, volendo una gara sulla West Coast per rimpiazzarla, scelse l'impianto di Sears Point. Il Riverside International venne raso al suolo per costruirvi un centro commerciale.
Nel 2002 il Sears Point Raceway fu rinominato in base al nome dello sponsor Infineon. Come succede spesso quando ad un impianto sportivo viene assegnato un nuovo nome, molta gente ha continuato a chiamare la pista col nome precedente. Il 7 marzo 2012 venne comunicato che, alla scadenza del contratto a maggio, la Infineon non avrebbe rinnovato il contratto con cui dava il proprio nome alla pista, che sarebbe stata chiamata semplicemente "Sonoma".
Il circuito stradale completo è lungo 4,056 km, con 12 curve, ma il tracciato venne modificato nel 1998, aggiungendo the Chute, un taglio che bypassava le curve 5 e 6, accorciando il percorso a 3,137 km. The Chute venne usato solo per gli eventi NASCAR come la Toyota/Save Mart 350, e venne criticato da molti piloti, che gli preferivano il vecchio tracciato. Nel 2001 è stata aggiunta una curva di 70°, la 4A, che ha portato il tracciato alle sue dimensioni attuali (3,203 km).
Il circuito dispone anche di un rettilineo di 1/4 di miglio (400 m) dove la NHRA (National Hot Rod Association) disputa gare d'accelerazione (drag racing), situato di fianco al rettilineo della pista.
La maggior parte delle gare usano la pista completa, mentre l'American Motorcyclist Association utilizzava un tracciato modificato di 3,734 km, di 12 curve.  Questa configurazione, inaugurata nel 2003, salta le 'S' e l'allungo tra la curva 10 e la 11 per garantire maggiore sicurezza ai motociclisti, includendo una via di fuga alla curva 11. È stata utilizzata anche dalla IndyCar Series dal 2005 al 2011.
Un'altra variante è stata utilizzata dalla IndyCar dal 2012 al 2018 e da altre categorie. Questa versione utilizza l'estremità della dragstrip per creare un tornante che collega la dragstrip alla curva 7 per aggiungere un'opportunità di sorpasso. Il circuito ha anche modificato la curva 9A allargandola di 3 metri per consentire più spazio per i sorpassi. È stata realizzata una nuova curva 11B, spostandola ancora più avanti rispetto alla torre della dragstrip (curva 11 per le moto), allungando il rettilineo di 61 metri per creare una zona di sorpasso.

## Posti per il pubblico

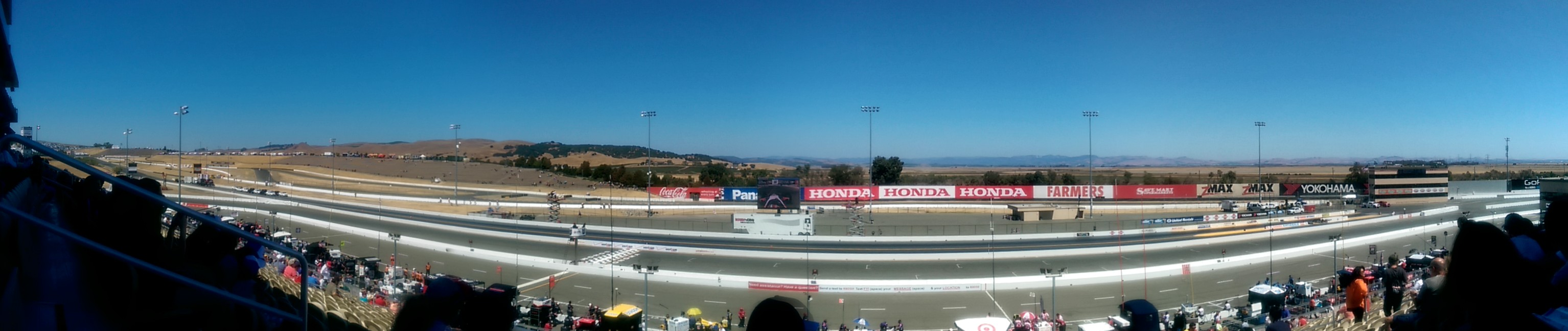
Il panorama dalla tribuna principale superiore, davanti al traguardo del Sonoma Raceway

Il Sonoma Raceway ha una capienza permanente di 47 000 posti, incluse le tribune e le terrazze che stanno intorno alla pista. Durante le gare più importanti vengono allestite altre strutture, permettendo al circuito di disporre di 102 000 posti a sedere. La struttura ha avuto una grossa espansione nel 2004, che ha portato a 64 000 posti a sedere sulle colline, 10 000 nelle tribune, un'area per il trattamento delle acque di scarico, 100 acri (40 ettari) bonificati delle paludi circostanti, garage permanenti, nuovi spazi per i negozi, un circuito per go-kart ed il nuovo rettilineo per le gare d'accelerazione (drag racing).

## Mappe del circuito

La versione lunga del tracciato
La configurazione da 3,203 km utilizzata dalla NASCAR dal 2001
Il circuito motociclistico (utilizzato anche dalla IndyCar tra il 2005 e il 2011)
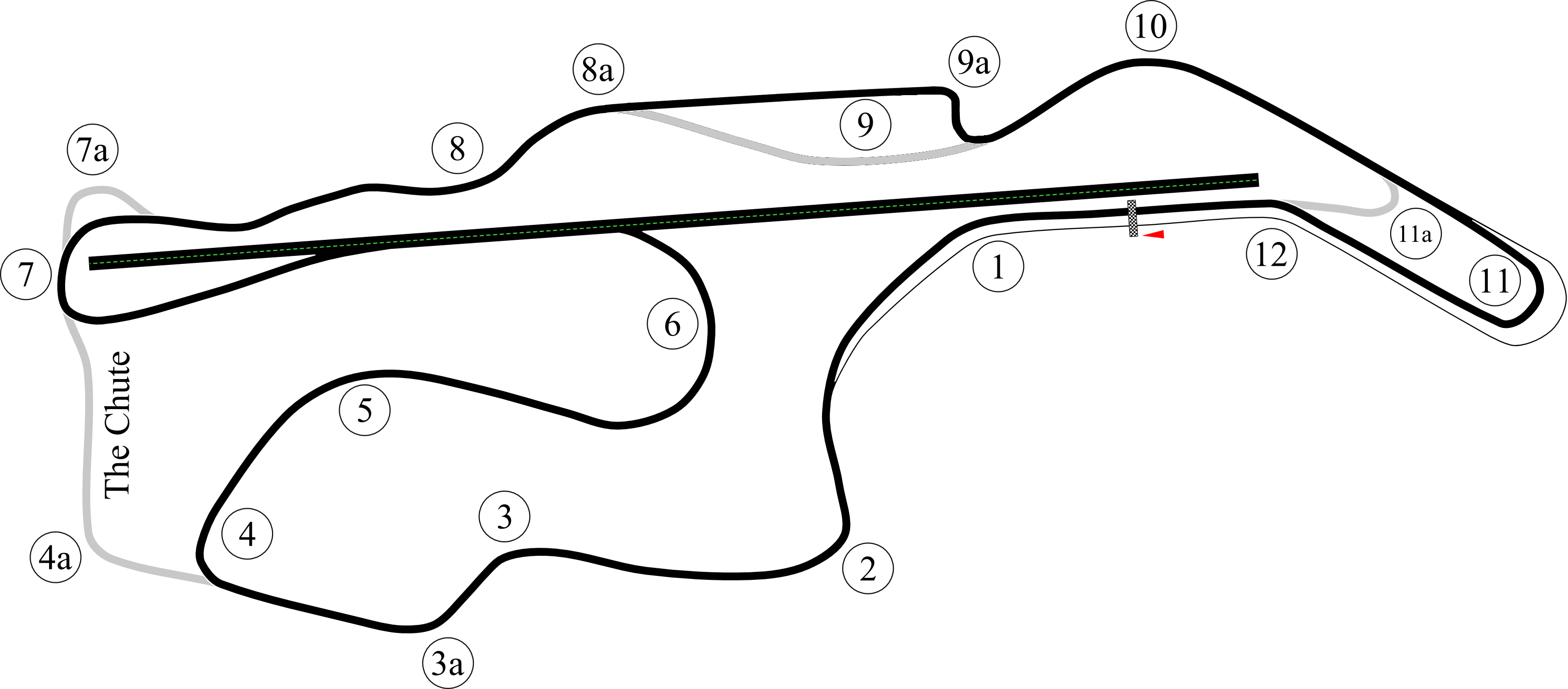
La configurazione utilizzata dal WTCC
Il circuito utilizzato dalla IndyCar dal 2012 al 2018

## Campionati

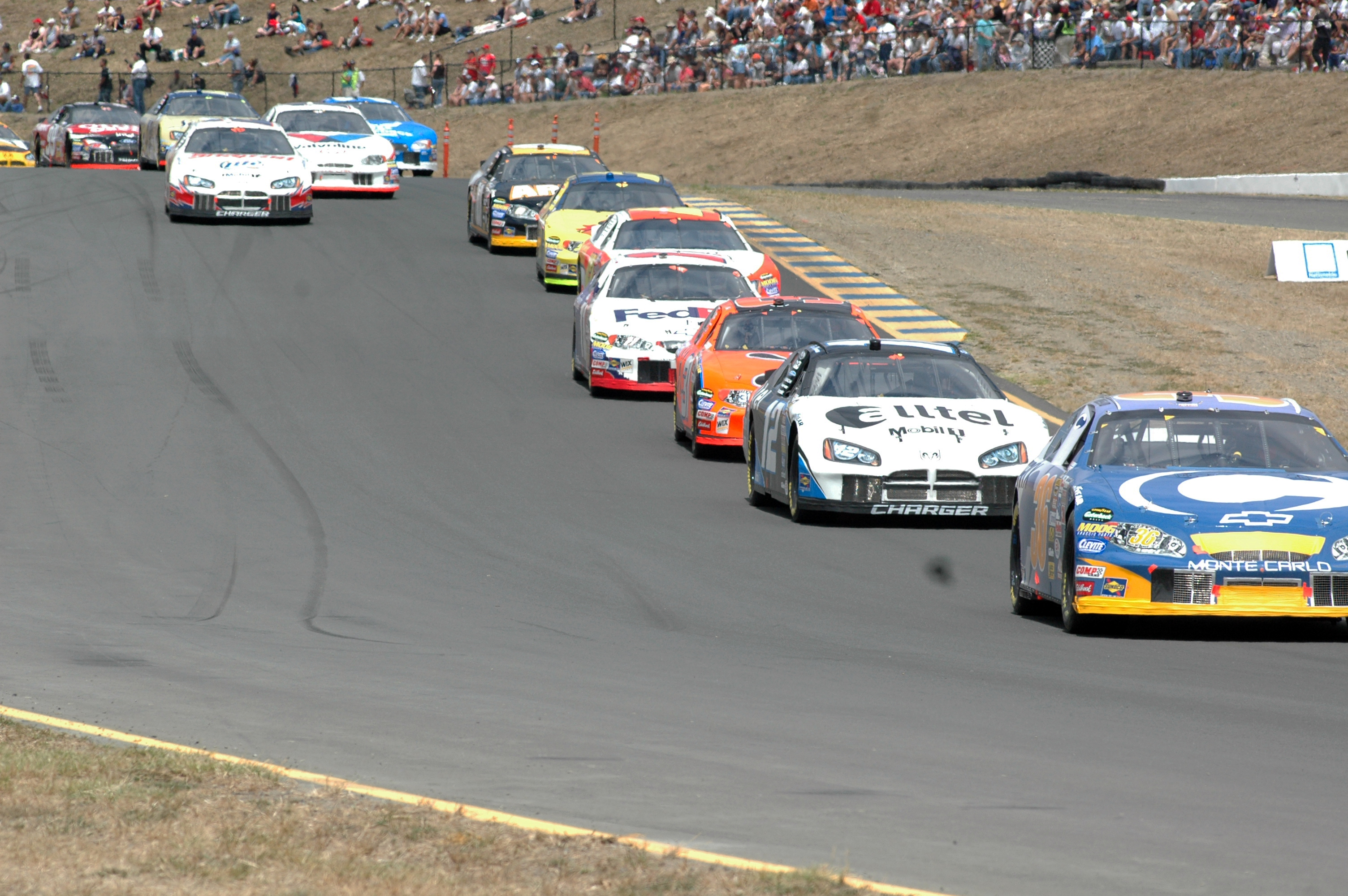
La parte posteriore del tracciato usato dalla NASCAR (2005)

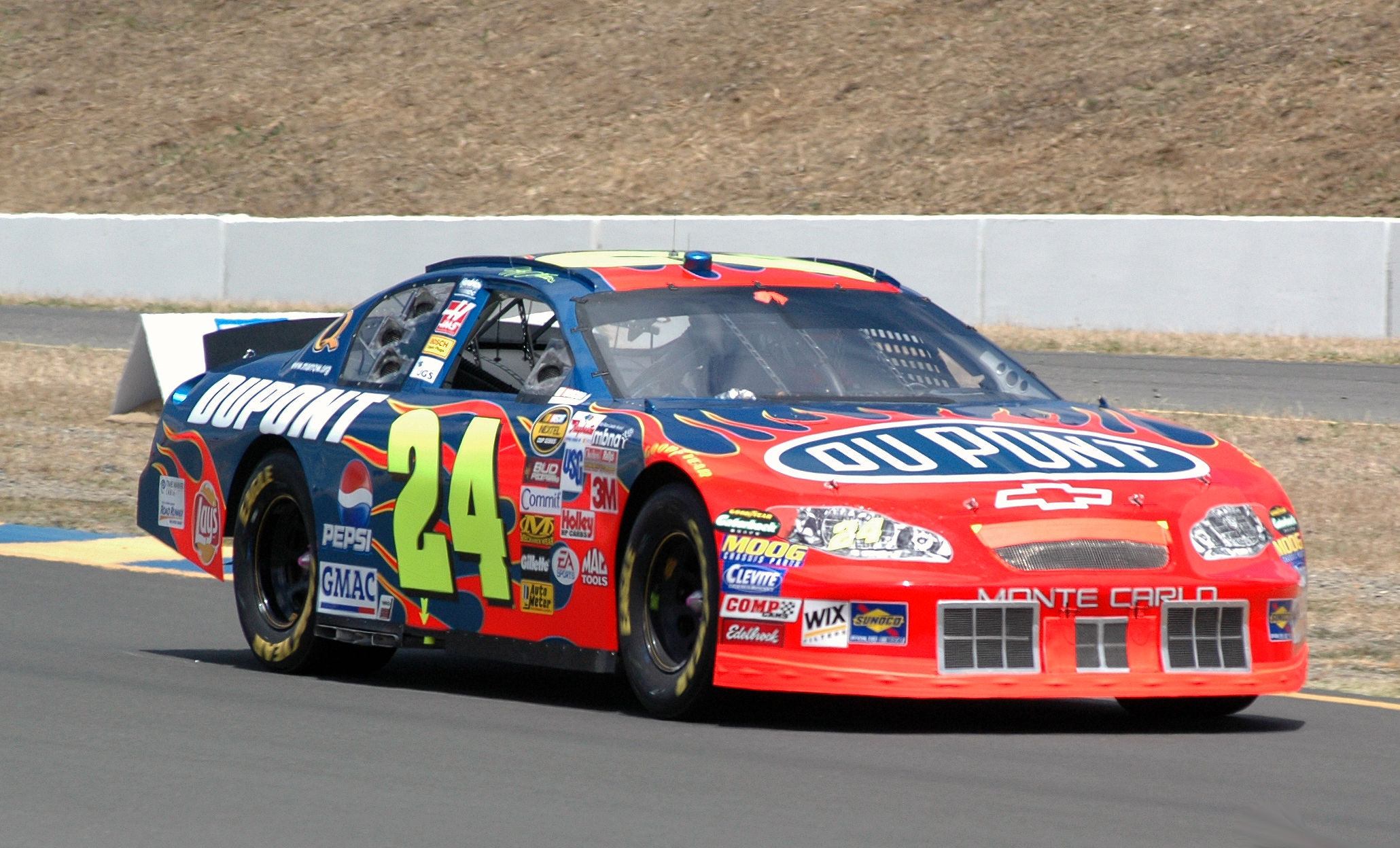
Jeff Gordon durante la gara NASCAR del 2005

Di seguito i campionati che disputano almeno una gara sulla pista di Sonoma.
- NASCAR Cup Series
- NHRA Drag Racing Series
- Sonoma Drift Series
- Formula D
- Formula Car Challenge
- TTXGP (Motociclette con motore elettrico)
- AFM Motorcycle Racing
- SCCA Pro Racing World Challenge
- ARCA Menards Series West
- Ferrari Challenge
- 24 Hours of LeMons
- San Francisco Region SCCA
- National Auto Sport Association
- Trans Am Series

## Campionati del passato

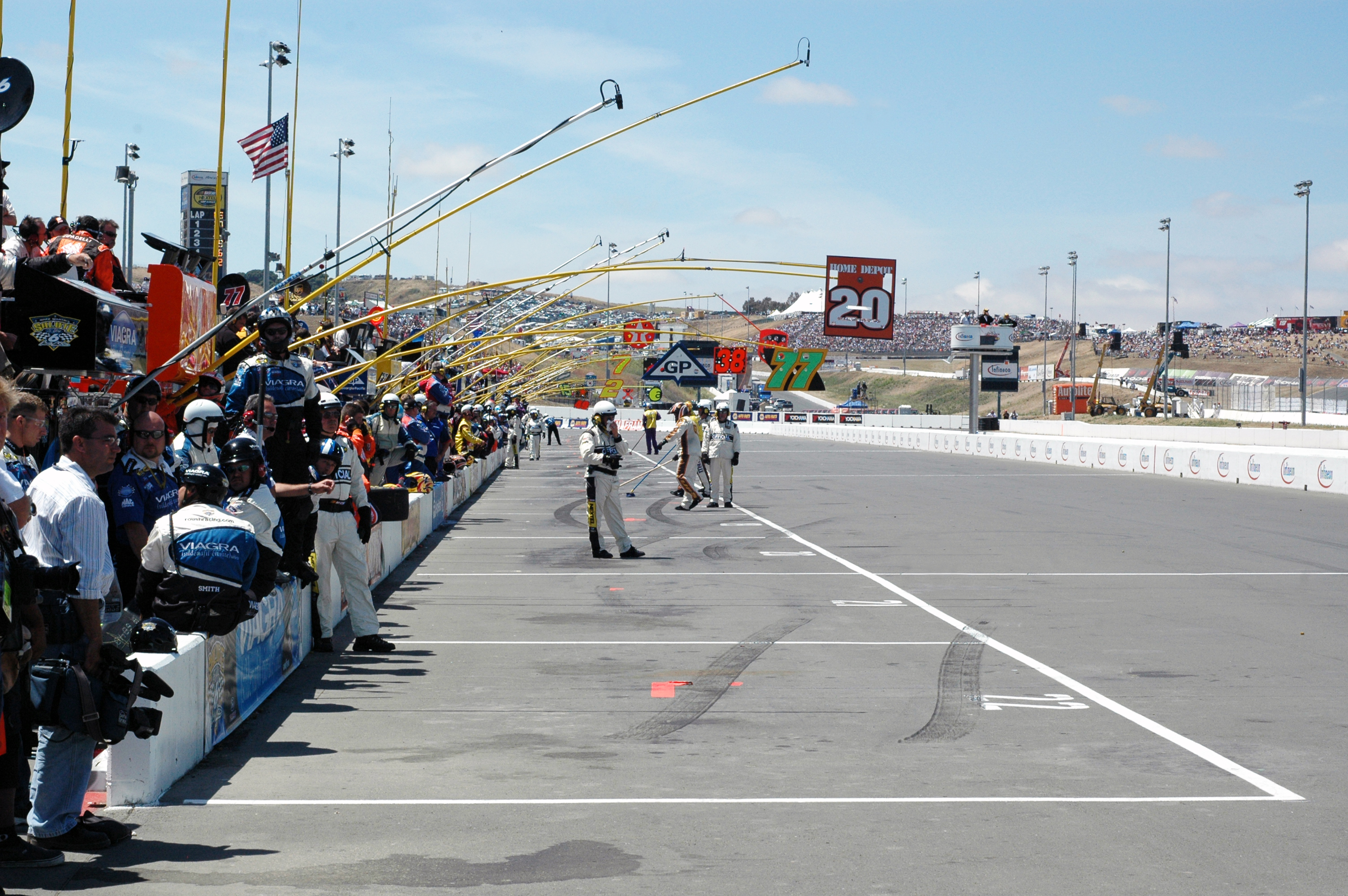
La corsia dei box di Sonoma nel 2005

Di seguito i campionati che in passato hanno disputato gare sulla pista di Sonoma.
- Grand Am 2006–2008
- IndyCar Series, 1970, 2005–2018
- American Le Mans Series 1999–2005
- IMSA GT Series 1976–97
- Can Am Series 1977, 1980, 1984
- NASCAR Camping World Truck Series 1995–1998
- Formula 5000 1969–1970
- World Touring Car Championship 2012–2013
- AMA Superbike 1977–1979, 1982–1988, 1993–1999, 2001–2012, 2017–2019

## Record
|                              | Pilota          | Mezzo                  | Data              | Velocità                   | Tempo     | Circuito        |
| ---------------------------- | --------------- | ---------------------- | ----------------- | -------------------------- | --------- | --------------- |
| Giro più veloce in qualifica | Allan McNish    | Audi R8                | 23 luglio 2000    | 112,440 mph (180,955 km/h) | 1:20.683  | Full            |
| Giro più veloce in gara      | Marco Werner    | Audi R8                | 17 luglio 2005    | 111,018 mph (178,666 km/h) | 1:22.041  | Full            |
| Qualifiche NASCAR            | Jamie McMurray  | Chevrolet SS           | 21 giugno 2014    | 96,350 mph (155,060 km/h)  | 1:14.354  | NASCAR          |
| Gara NASCAR                  | Clint Bowyer    | Toyota                 | 24 giugno 2012    | 83,624 mph (134,580 km/h)  | 2:39:55   | NASCAR          |
| Qualifiche IndyCar           | Josef Newgarden | Dallara DW12 Chevrolet | 16 settembre 2017 | 113,691 mph (182,968 km/h) | 1:15.5205 | Indy (3,838 km) |
| Gara IndyCar                 | Simon Pagenaud  | Dallara DW12 Chevrolet | 17 settembre 2017 | 104,968 mph (168,930 km/h) | 1:55:53   | Indy (3,838 km) |
| Qualifiche AMA               | Ben Spies       | Suzuki GSX-R1000       | 17 maggio 2008    | 84,365 mph (135,772 km/h)  | 1:34.731  | Motorcycle      |

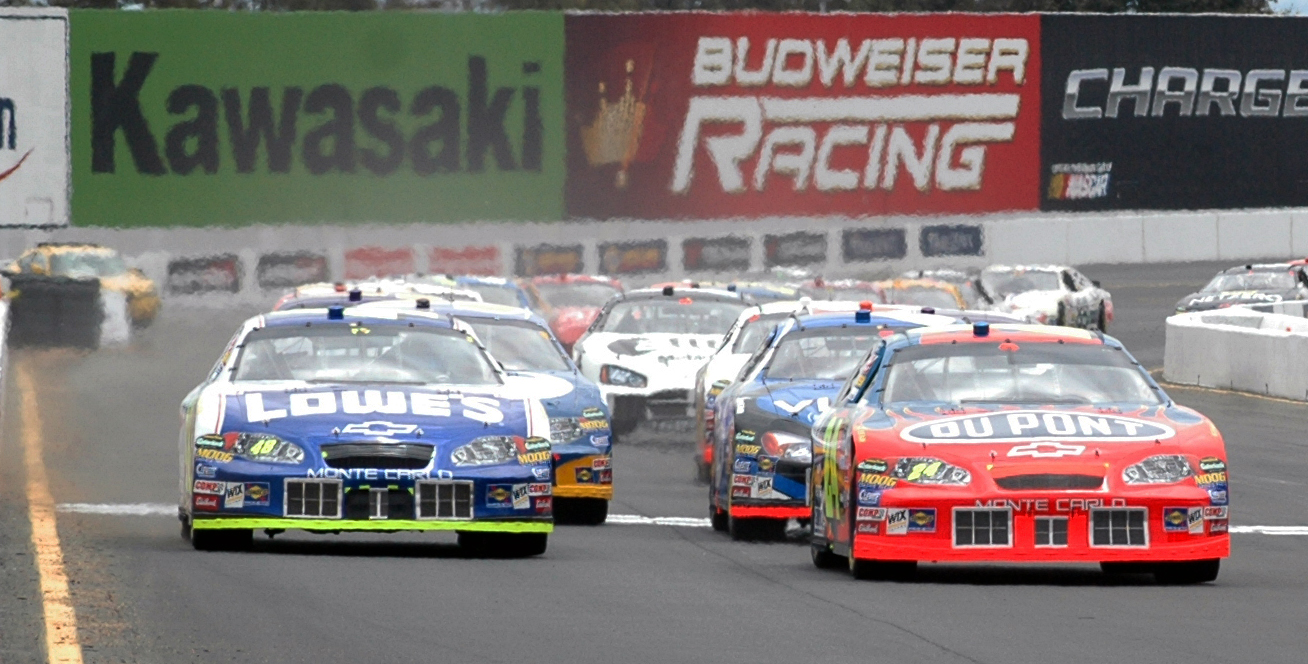
La partenza della gara della NASCAR Sprint Cup Series del 2005

- Vincitore di più gare (NASCAR Cup Series): Jeff Gordon, 5 ('98,'99,'00,'04,'06)

## Vincitori della gara NASCAR Cup Series
| Stagione | Data          | Lunghezza circuito | Nome della corsa      | Pilota             | Nº Auto       | Sponsor                             | Vettura               | Velocità media | Distacco      |
| -------- | ------------- | ------------------ | --------------------- | ------------------ | ------------- | ----------------------------------- | --------------------- | -------------- | ------------- |
| 1989     | 11 giugno     | 2,520 mi           | Banquet 300           | Ricky Rudd         | 26            | Quaker State                        | Buick Regal           | 76,088 mph     | 1,1 sec       |
| 1990     | 10 giugno     | 2,520 mi           | Banquet 300           | Rusty Wallace      | 27            | Miller Genuine Draft                | Pontiac Grand Prix    | 69,245 mph     | Under Caution |
| 1991     | 9 giugno      | 2,520 mi           | Banquet 300           | Davey Allison*     | 28            | Havoline                            | Ford Thunderbird      | 72,97 mph      | 1,0 sec       |
| 1992     | 7 giugno      | 2,520 mi           | Save Mart 300         | Ernie Irvan        | 4             | Kodak                               | Chevrolet Lumina      | 81,413 mph     | 3,6 sec       |
| 1993     | 16 maggio     | 2,520 mi           | Save Mart 300         | Geoffrey Bodine    | 15            | Motorcraft                          | Ford Thunderbird      | 77,013 mph     | 0,53 sec      |
| 1994     | 15 maggio     | 2,520 mi           | Save Mart 300         | Ernie Irvan        | 28            | Texaco/Havoline                     | Ford Thunderbird      | 77,458 mph     | 9,56 sec      |
| 1995     | 7 maggio      | 2,520 mi           | Save Mart 300         | Dale Earnhardt     | 3             | Goodwrench Service                  | Chevrolet Monte Carlo | 70,681 mph     | 0,32 sec      |
| 1996     | 5 maggio      | 2,520 mi           | Save Mart 300         | Rusty Wallace      | 2             | Miller Genuine Draft                | Ford Thunderbird      | 77,637 mph     | 0,46 sec      |
| 1997     | 5 maggio      | 2,520 mi           | Save Mart 300         | Mark Martin        | 6             | Valvoline                           | Ford Thunderbird      | 75,788 mph     | 0,563 sec     |
| 1998     | 28 giugno     | 1,949 mi           | Save Mart/Kragen 350  | Jeff Gordon        | 24            | DuPont Automotive Finishes          | Chevrolet Monte Carlo | 72,387 mph     | 2,748 sec     |
| 1999     | 27 giugno     | 1,949 mi           | Save Mart/Kragen 350  | Jeff Gordon        | 24            | DuPont Automotive Finishes          | Chevrolet Monte Carlo | 70,378 mph     | 0,197 sec     |
| 2000     | 25 giugno     | 1,990 mi           | Save Mart/Kragen 350K | Jeff Gordon        | 24            | DuPont Automotive Finishes          | Chevrolet Monte Carlo | 78,789 mph     | 4,101 sec     |
| 2001     | 24 giugno     | 2,000 mi           | Dodge/Save Mart 350   | Tony Stewart       | 20            | Home Depot                          | Pontiac Grand Prix    | 75,889 mph     | 1,746 sec     |
| 2002     | 23 giugno     | 1,990 mi           | Dodge/Save Mart 350   | Ricky Rudd         | 28            | Havoline                            | Ford Taurus           | 81,007 mph     | 2,487 sec     |
| 2003     | 22 giugno     | 1,990 mi           | Dodge/Save Mart 350   | Robby Gordon       | 31            | Cingular Wireless                   | Chevrolet Monte Carlo | 73,821 mph     | 0,553 sec     |
| 2004     | 27 giugno     | 1,990 mi           | Dodge/Save Mart 350   | Jeff Gordon        | 24            | DuPont                              | Chevrolet Monte Carlo | 77,456 mph     | 1,032 sec     |
| 2005     | 26 giugno     | 1,990 mi           | Dodge/Save Mart 350   | Tony Stewart       | 20            | Home Depot                          | Chevrolet Monte Carlo | 72,845 mph     | 2,266 sec     |
| 2006     | 25 giugno     | 1,990 mi           | Dodge/Save Mart 350   | Jeff Gordon        | 24            | DuPont                              | Chevrolet Monte Carlo | 73,953 mph     | 1,250 sec     |
| 2007     | 24 giugno     | 1,990 mi           | Toyota/Save Mart 350  | Juan Pablo Montoya | 42            | Texaco/Havoline                     | Dodge Avenger         | 74,547 mph     | 4,097 sec     |
| 2008     | 22 giugno     | 1,990 mi           | Toyota/Save Mart 350  | Kyle Busch         | 18            | M&M's                               | Toyota                | 76,445 mph     |               |
| 2009     | 21 giugno     | 1,990 mi           | Toyota/Save Mart 350  | Kasey Kahne        | 9             | Budweiser                           | Dodge                 | 71,012 mph     |               |
| 2010     | 20 giugno     | 1,990 mi           | Toyota/Save Mart 350  | Jimmie Johnson     | 48            | Lowe's                              | Chevrolet             | 74,357 mph     |               |
| 2011     | 26 giugno     | 1,990 mi           | Toyota/Save Mart 350  | Kurt Busch         | 22            | Shell/Pennzoil                      | Dodge                 | 75,411 mph     |               |
| 2012     | 24 giugno     | 1,990 mi           | Toyota/Save Mart 350  | Clint Bowyer       | 15            | 5-hour Energy                       | Toyota                | 83,624 mph     |               |
| 2013     | 23 giugno     | 1,990 mi           | Toyota/Save Mart 350  | Martin Truex Jr.   | 56            | NAPA Auto Parts                     | Toyota                | 76,658 mph     |               |
| 2014     | 22 giugno     | 1,990 mi           | Toyota/Save Mart 350  | Carl Edwards       | 99            | Aflac                               | Ford                  | 76,583 mph     |               |
| 2015     | 28 giugno     | 1,990 mi           | Toyota/Save Mart 350  | Kyle Busch         | 18            | M&M's Crispy                        | Toyota                | 74,774 mph     |               |
| 2016     | 26 giugno     | 1,990 mi           | Toyota/Save Mart 350  | Tony Stewart       | 14            | Code 3 Associates/Mobil 1           | Chevrolet             | 80,966 mph     |               |
| 2017     | 25 giugno     | 1,990 mi           | Toyota/Save Mart 350  | Kevin Harvick      | 4             | Mobil 1                             | Ford                  | 78,71 mph      |               |
| 2018     | 24 giugno     | 1,990 mi           | Toyota/Save Mart 350  | Martin Truex Jr.   | 78            | 5-hour Energy/Bass Pro Shops        | Toyota                | 82,882 mph     |               |
| 2019     | 23 giugno     | 2,520 mi           | Toyota/Save Mart 350  | Martin Truex Jr.   | 19            | Bass Pro Shops/Tracker ATVs & Boats | Toyota                | 83,922 mph     |               |
| 2020     | Non disputata | Non disputata      | Non disputata         | Non disputata      | Non disputata | Non disputata                       | Non disputata         | Non disputata  | Non disputata |
| 2021     | 6 giugno      | 2,520 mi           | Toyota/Save Mart 350  | Kyle Larson        | 5             | HendrickCars.com                    | Chevrolet             | 71,445 mph     |               |
| 2022     | 12 giugno     | 1,990 mi           | Toyota/Save Mart 350  | Daniel Suárez      | 99            | Onx Homes/Renu                      | Chevrolet             | 78,008 mph     |               |
| 2023     | 11 giugno     | 1,990 mi           | Toyota/Save Mart 350  | Martin Truex Jr.   | 19            | Bass Pro Shops/Tracker ATVs & Boats | Toyota                | 81,989 mph     |               |

* A due giri dal termine Ricky Rudd supera Allison per andare in testa. Rudd però ha ricevuto la bandiera nera e la penalizzazione di un secondo e questo ha permesso a Allison di vincere

## Maggiori eventi

Tony Stewart, pilota NASCAR, nel 2005

- Toyota/Save Mart 350 - considerata una delle 10 migliori gare della NASCAR
- Denso NHRA Sonoma Nationals
- Sonoma Historic Motorsports Festival